# The Old Maid's Valentine
The Old Maid's Valentine je britský němý film z roku 1900. Režisérem je George Albert Smith (1864–1959). Film trvá necelou minutu.
Slečnu Pimple ve filmu ztvárnila Smithova žena Laura Bayley, která si zahrála v několika jeho filmech. Ve filmu vedle ní na stole seděla také kočka, která se všude olizovala. Podle některých komentátorů se Smith naučil trik, jak potřít kočičí srst jídlem pro filmový účel.

## Děj
Je Valentýn a slečna Pimple je překvapená, že jí služebná dává v tento den poštu. Brzy ale zjistí, že v dopise je pouze reklama.